# Acrotrichis lucidula
Acrotrichis lucidula är en skalbaggsart som beskrevs av Rosskothen 1935. Acrotrichis lucidula ingår i släktet Acrotrichis, och familjen fjädervingar. Enligt den finländska rödlistan är arten starkt hotad i Finland. Arten är reproducerande i Sverige. Artens livsmiljö är källmiljöer.